# Louis Ned
Louis Ned fue un cornetista norteamericano, nacido en Nueva Orleans, y que desarrolló su trabajo en la época de formación del jazz.
Se desconocen las fechas de su nacimiento y muerte, pero es citado por el escritor y crítico de jazz Rudy Blesh, como el líder de una de las primeras bandas de jazz conocidas, que funcionaba alrededor de 1874. Esta banda, entre otra docena de ellas, participó en el entierro del presidente James A. Garfield, en 1881.
En 1913 formaba parte de la "Eagle Band" del trombonista Frank Dusen, la banda creada por los músicos de Buddy Bolden tras su retiro. Después, sería sustituido por Bunk Johnson.